# International Women's Open 1978
L'International Women's Open 1978 è stato un torneo di tennis giocato sull'erba. È stata la 4ª edizione del torneo di Eastbourne, che fa parte del WTA Tour 1978. Si è giocato a Eastbourne in Inghilterra, dal 19 al 24 giugno 1978.

## Campionesse

### Singolare
Martina Navrátilová ha battuto in finale  Chris Evert con il punteggio di 6–4, 4–6, 9–7

### Doppio
Chris Evert /  Betty Stöve hanno battuto in finale  Billie Jean King /  Martina Navrátilová con il punteggio di 6–4, 6–7, 7–5